# Riggins
Riggins és una ciutat dels Estats Units a l'estat d'Idaho. Segons el cens del 2000 tenia 410 habitants.

## Demografia
Segons el cens del 2000, Riggins tenia 410 habitants, 204 habitatges, i 111 famílies. La densitat de població era de 527,7 habitants/km².
Dels 204 habitatges en un 15,7% hi vivien nens de menys de 18 anys, en un 45,1% hi vivien parelles casades, en un 6,9% dones solteres, i en un 45,1% no eren unitats familiars. En el 39,2% dels habitatges hi vivien persones soles el 23,5% de les quals corresponia a persones de 65 anys o més que vivien soles. El nombre mitjà de persones vivint en cada habitatge era de 2,01 i el nombre mitjà de persones que vivien en cada família era de 2,64.
Per edats la població es repartia de la següent manera: un 17,6% tenia menys de 18 anys, un 3,2% entre 18 i 24, un 18,5% entre 25 i 44, un 33,2% de 45 a 60 i un 27,6% 65 anys o més.
L'edat mediana era de 52 anys. Per cada 100 dones de 18 o més anys hi havia 101,2 homes.
La renda mediana per habitatge era de 20.972 $ i la renda mediana per família de 30.000 $. Els homes tenien una renda mediana de 27.361 $ mentre que les dones 16.250 $. La renda per capita de la població era de 17.330 $. Aproximadament el 19,2% de les famílies i el 25,3% de la població estaven per davall del llindar de pobresa.

## Poblacions més properes
El següent diagrama mostra les poblacions més properes.